# Georg von Euler
Hans Georg Rigas von Euler-Chelpin, född 24 juni 1908 i Kungsholms församling i Stockholm, död 27 mars 2003 i Falköping, Västra Götalands län, var en svensk domare. Han var son till nobelpristagaren Hans von Euler-Chelpin och kemisten professor Astrid Cleve. 
von Euler avlade filosofie kandidatexamen vid Uppsala universitet 1930 och juris kandidatexamen vid Stockholms högskola 1932. Han genomförde tingstjänstgöring 1933–1935.von Euler blev fiskal i Svea hovrätt 1936, adjungerad ledamot där 1942, assessor 1943, tingsdomare i Medelpads östra domsaga 1945 och hovrättsråd i Hovrätten för Nedre Norrland 1948. Han var häradshövding i Västerbottens norra domsaga 1949–1961, i Vartofta och Frökinds domsaga 1961–1970 och lagman i Falköpings tingsrätt 1971–1973. von Euler var en ivrig hembygdsforskare och fornforskare. Han var under åren 1971–1977 ordförande i Falbygdens hembygds- och fornminnesförening och 1975–1983 redaktör för föreningens årsskrift Falbygden. von Euler blev riddare av Nordstjärneorden 1951 och kommendör av samma orden 1966. Han ligger begraven på Göteve kyrkogård.